# ISU Grand Prix w łyżwiarstwie figurowym 2010/2011
ISU Grand Prix w łyżwiarstwie figurowym 2010/2011 – 16. edycja zawodów w łyżwiarstwie figurowym. Zawodnicy podczas sezonu wystąpili w siedmiu zawodach cyklu rozgrywek.Rywalizacja rozpoczęła się w Nagoi 22 października, a zakończyła w Pekinie finałem Grand Prix, który odbył się w dniach 9–12 grudnia 2010 roku.

## Kalendarium zawodów
| Lp. | Data                    | Miejsce  | Zawody                     | Źr. |
| --- | ----------------------- | -------- | -------------------------- | --- |
| 1   | 22–24 października 2010 | Nagoja   | NHK Trophy                 |     |
| 2   | 29–31 października 2010 | Kingston | Skate Canada International |     |
| 3   | 5–7 listopada 2010      | Pekin    | Cup of China               |     |
| 4   | 12–14 listopada 2010    | Portland | Skate America              |     |
| 5   | 19–21 listopada 2010    | Moskwa   | Cup of Russia              |     |
| 6   | 26–28 listopada 2010    | Paryż    | Trophée Éric Bompard       |     |
| 7   | 9–12 grudnia 2010       | Pekin    | Finał Grand Prix           |     |

## Medaliści

### Soliści
| Zawody                     | 1. miejsce        | 2. miejsce     | 3. miejsce          | Źr. |
| -------------------------- | ----------------- | -------------- | ------------------- | --- |
| NHK Trophy                 | Daisuke Takahashi | Jeremy Abbott  | Florent Amodio      |     |
| Skate Canada International | Patrick Chan      | Nobunari Oda   | Adam Rippon         |     |
| Cup of China               | Takahiko Kozuka   | Brandon Mroz   | Tomáš Verner        |     |
| Skate America              | Daisuke Takahashi | Nobunari Oda   | Armin Mahbanoozadeh |     |
| Cup of Russia              | Tomáš Verner      | Patrick Chan   | Jeremy Abbott       |     |
| Trophée Eric Bompard       | Takahiko Kozuka   | Florent Amodio | Brandon Mroz        |     |
| Finał Grand Prix           | Patrick Chan      | Nobunari Oda   | Takahiko Kozuka     |     |

### Solistki
| Zawody                     | 1. miejsce       | 2. miejsce        | 3. miejsce       | Źr. |
| -------------------------- | ---------------- | ----------------- | ---------------- | --- |
| NHK Trophy                 | Carolina Kostner | Rachael Flatt     | Kanako Murakami  |     |
| Skate Canada International | Alissa Czisny    | Ksienija Makarowa | Amélie Lacoste   |     |
| Cup of China               | Miki Andō        | Akiko Suzuki      | Alona Leonowa    |     |
| Skate America              | Kanako Murakami  | Rachael Flatt     | Carolina Kostner |     |
| Cup of Russia              | Miki Andō        | Akiko Suzuki      | Ashley Wagner    |     |
| Trophée Eric Bompard       | Kiira Korpi      | Mirai Nagasu      | Alissa Czisny    |     |
| Finał Grand Prix           | Alissa Czisny    | Carolina Kostner  | Kanako Murakami  |     |

### Pary sportowe
| Zawody                     | 1. miejsce                             | 2. miejsce                              | 3. miejsce                     | Źr. |
| -------------------------- | -------------------------------------- | --------------------------------------- | ------------------------------ | --- |
| NHK Trophy                 | Pang Qing / Tong Jian                  | Wiera Bazarowa / Jurij Łarionow         | Narumi Takahashi / Mervin Tran |     |
| Skate Canada International | Lubow Iluszeczkina / Nodari Maisuradze | Kirsten Moore-Towers / Dylan Moscovitch | Paige Lawrence / Rudi Swiegers |     |
| Cup of China               | Pang Qing / Tong Jian                  | Sui Wenjing / Han Cong                  | Caydee Denney / John Coughlin  |     |
| Skate America              | Alona Sawczenko / Robin Szolkowy       | Kirsten Moore-Towers / Dylan Moscovitch | Sui Wenjing / Han Cong         |     |
| Cup of Russia              | Yūko Kawaguchi / Aleksandr Smirnow     | Narumi Takahashi / Mervin Tran          | Amanda Evora / Mark Ladwig     |     |
| Trophée Eric Bompard       | Alona Sawczenko / Robin Szolkowy       | Wiera Bazarowa / Jurij Łarionow         | Maylin Hausch / Daniel Wende   |     |
| Finał Grand Prix           | Alona Sawczenko / Robin Szolkowy       | Pang Qing / Tong Jian                   | Sui Wenjing / Han Cong         |     |

### Pary taneczne
| Zawody                     | 1. miejsce                             | 2. miejsce                             | 3. miejsce                         | Źr. |
| -------------------------- | -------------------------------------- | -------------------------------------- | ---------------------------------- | --- |
| NHK Trophy                 | Meryl Davis / Charlie White            | Kaitlyn Weaver / Andrew Poje           | Maia Shibutani / Alex Shibutani    |     |
| Skate Canada International | Vanessa Crone / Paul Poirier           | Sinead Kerr / John Kerr                | Madison Chock / Greg Zuerlein      |     |
| Cup of China               | Nathalie Péchalat / Fabian Bourzat     | Jekatierina Bobrowa / Dmitrij Sołowjow | Federica Faiella / Massimo Scali   |     |
| Skate America              | Meryl Davis / Charlie White            | Vanessa Crone / Paul Poirier           | Maia Shibutani / Alex Shibutani    |     |
| Cup of Russia              | Jekatierina Bobrowa / Dmitrij Sołowjow | Nóra Hoffmann / Maxim Zavozin          | Jelena Iljinych / Nikita Kacałapow |     |
| Trophée Eric Bompard       | Nathalie Péchalat / Fabian Bourzat     | Jekatierina Riazanowa / Ilja Tkaczenko | Madison Chock / Greg Zuerlein      |     |
| Finał Grand Prix           | Meryl Davis / Charlie White            | Nathalie Péchalat / Fabian Bourzat     | Vanessa Crone / Paul Poirier       |     |

## Klasyfikacje punktowe
| Miejsce w zawodach | Liczba punktów                 | Liczba punktów |
| Miejsce w zawodach | Soliści Solistki Pary taneczne | Pary sportowe  |
| ------------------ | ------------------------------ | -------------- |
| 1.                 | 15                             | 15             |
| 2.                 | 13                             | 13             |
| 3.                 | 11                             | 11             |
| 4.                 | 9                              | 9              |
| 5.                 | 7                              | 7              |
| 6.                 | 5                              | 5              |
| 7.                 | 4                              | —              |
| 8.                 | 3                              | —              |

Awans do finału Grand Prix zdobywa 6 najlepszych zawodników/par w każdej z konkurencji.
| Poz.                                           | Zawodnik                                       | Punkty                                         |
| Miejsca 1–6: kwalifikacja do Finału Grand Prix | Miejsca 1–6: kwalifikacja do Finału Grand Prix | Miejsca 1–6: kwalifikacja do Finału Grand Prix |
| ---------------------------------------------- | ---------------------------------------------- | ---------------------------------------------- |
| 1                                              | Takahiko Kozuka                                | 30                                             |
| 2                                              | Daisuke Takahashi                              | 30                                             |
| 3                                              | Patrick Chan                                   | 28                                             |
| 4                                              | Tomáš Verner                                   | 26                                             |
| 5                                              | Nobunari Oda                                   | 26                                             |
| 6                                              | Florent Amodio                                 | 24                                             |
| Miejsca 7–9: rezerwa do Finału Grand Prix      |                                                |                                                |
| 7                                              | Jeremy Abbott                                  | 24                                             |
| 8                                              | Brandon Mroz                                   | 24                                             |
| 9                                              | Adam Rippon                                    | 20                                             |

| Poz.                                           | Zawodniczka                                    | Punkty                                         |
| Miejsca 1–6: kwalifikacja do Finału Grand Prix | Miejsca 1–6: kwalifikacja do Finału Grand Prix | Miejsca 1–6: kwalifikacja do Finału Grand Prix |
| ---------------------------------------------- | ---------------------------------------------- | ---------------------------------------------- |
| 1                                              | Miki Andō                                      | 30                                             |
| 2                                              | Alissa Czisny                                  | 26                                             |
| 3                                              | Carolina Kostner                               | 26                                             |
| 4                                              | Kanako Murakami                                | 26                                             |
| 5                                              | Akiko Suzuki                                   | 26                                             |
| 6                                              | Rachael Flatt                                  | 26                                             |
| Miejsca 7–9: rezerwa do Finału Grand Prix      |                                                |                                                |
| 7                                              | Kiira Korpi                                    | 24                                             |
| 8                                              | Mirai Nagasu                                   | 22                                             |
| 9                                              | Ashley Wagner                                  | 18                                             |

| Poz.                                           | Zawodnicy                                      | Punkty                                         |
| Miejsca 1–6: kwalifikacja do Finału Grand Prix | Miejsca 1–6: kwalifikacja do Finału Grand Prix | Miejsca 1–6: kwalifikacja do Finału Grand Prix |
| ---------------------------------------------- | ---------------------------------------------- | ---------------------------------------------- |
| 1                                              | Alona Sawczenko / Robin Szolkowy               | 30                                             |
| 2                                              | Pang Qing / Tong Jian                          | 30                                             |
| 3                                              | Wiera Bazarowa / Jurij Łarionow                | 26                                             |
| 4                                              | Kirsten Moore-Towers / Dylan Moscovitch        | 26                                             |
| 5                                              | Lubow Iluszeczkina / Nodari Maisuradze         | 24                                             |
| 6                                              | Sui Wenjing / Han Cong                         | 24                                             |
| Miejsca 7–9: rezerwa do Finału Grand Prix      |                                                |                                                |
| 7                                              | Narumi Takahashi / Mervin Tran                 | 24                                             |
| 8                                              | Caitlin Yankowskas / John Coughlin             | 20                                             |
| 9                                              | Paige Lawrence / Rudi Swiegers                 | 18                                             |

| Poz.                                           | Zawodnicy                                      | Punkty                                         |
| Miejsca 1–6: kwalifikacja do Finału Grand Prix | Miejsca 1–6: kwalifikacja do Finału Grand Prix | Miejsca 1–6: kwalifikacja do Finału Grand Prix |
| ---------------------------------------------- | ---------------------------------------------- | ---------------------------------------------- |
| 1                                              | Meryl Davis / Charlie White                    | 30                                             |
| 2                                              | Nathalie Péchalat / Fabian Bourzat             | 30                                             |
| 3                                              | Vanessa Crone / Paul Poirier                   | 28                                             |
| 4                                              | Jekatierina Bobrowa / Dmitrij Sołowjow         | 28                                             |
| 5                                              | Kaitlyn Weaver / Andrew Poje                   | 22                                             |
| 6                                              | Nóra Hoffmann / Maxim Zavozin                  | 22                                             |
| Miejsca 7–9: rezerwa do Finału Grand Prix      |                                                |                                                |
| 7                                              | Maia Shibutani / Alex Shibutani                | 22                                             |
| 8                                              | Madison Chock / Greg Zuerlein                  | 22                                             |
| 9                                              | Jekatierina Riazanowa / Ilja Tkaczenko         | 20                                             |